# Ashley Hatch
Ashley Marie Hatch (San Dimas, California; 25 de mayo de 1995) es una futbolista estadounidense. Juega como delantera en el Washington Spirit de la National Women's Soccer League de Estados Unidos. Es internacional con la selección de Estados Unidos.

## Trayectoria

### North Carolina Courage
Hatch fue seleccionada por el North Carolina Courage en el segundo turno del Draft universitario de la NWSL de 2017, estrenándose con el club en una victoria por 1-0 sobre el Portland Thorns FC durante la temporada 2017. Marcó su primer gol el 3 de junio en la victoria por 2-0 contra el FC Kansas City. Marcó los goles de la victoria en los partidos contra los Boston Breakers el 24 de junio, Seattle Reign FC el 8 de julio y Washington Spirit el 19 de agosto.
El Courage terminó la temporada regular en primer lugar con un récord de 16 victorias, 7 empates y una derrota llevándose así el NWSL Shield. Fue el primer equipo en asegurar un lugar en las eliminatorias de la NWSL tras una victoria por 4–0 sobre el Houston Dash, donde Hatch anotó el cuarto gol. La artillera anotó 7 goles en sus 24 apariciones con el Courage. Después de derrotar a los Chicago Red Stars 1-0 en las semifinales y avanzar a la final del campeonato, el Courage cayó 1-0 ante el Portland Thorns.
Hatch fue nombrada Novata del Año de la NWSL 2017 después de registrar 7 goles y una asistencia en su primera temporada profesional, contribuyendo a que el Courage se llevara el NWSL Shield de 2017.

### Melbourne City
Hatch reforzó las filas de los campeones de la W-League Melbourne City en octubre de 2017, de cara a la temporada 2017-18. Fue una jugadora regular del City, ganando 14 apariciones y anotando 2 veces. El éxito del City las llevó a la Gran Final contra el Sydney FC, donde Hatch ayudó a su club a conseguir un tercer título consecutivo.

### Washington Spirit
En enero de 2018, Hatch aterrizó en el Washington Spirit. En 2021, conquistó con el Spirit el primer campeonato de la NWSL en la historia del club, tras vencer al Chicago Red Stars por 2-1 en tiempo extra. El 31 de octubre de 2021, la delantera se llevó la Bota de Oro de la NWSL al finalizar la temporada regular con 10 goles.

## Selección nacional
Hatch debutó con la selección absoluta de Estados Unidos el 19 de octubre de 2016 en un partido amistoso contra Suiza.
El 23 de agosto de 2018, fue incluida en la sub-23 de su país para disputar el torneo nórdico de 2018.
El 9 de noviembre de 2021, fue convocada a la selección mayor para dos amistosos contra Australia. En el primero de los partidos, Hatch marcó su primer gol internacional a los 24 segundos de comenzado el pleito.

## Estadísticas

### Clubes
| Club                    | País           | Año           |
| ----------------------- | -------------- | ------------- |
| North Carolina Courage  | Estados Unidos | 2017          |
| Melbourne City (cedida) | Australia      | 2017-2018     |
| Washington Spirit       | Estados Unidos | 2018-presente |

## Palmarés

### Títulos nacionales
| Título                         | Club                   | País           | Año     |
| ------------------------------ | ---------------------- | -------------- | ------- |
| NWSL Shield                    | North Carolina Courage | Estados Unidos | 2017    |
| W-League                       | Melbourne City         | Australia      | 2017-18 |
| National Women's Soccer League | Washington Spirit      | Estados Unidos | 2021    |

### Títulos internacionales
| Título                    | Equipo         | Sede   | Año  |
| ------------------------- | -------------- | ------ | ---- |
| Campeonato de la Concacaf | Estados Unidos | México | 2022 |

(*) Incluyendo la Selección

### Distinciones individuales
| Distinción                | Año  |
| ------------------------- | ---- |
| Novata del Año de la NWSL | 2017 |
| Botín de Oro de la NWSL   | 2021 |